# 아이슬란드의 역사
이 문서는 아이슬란드의 역사를 기술한다.
9세기 후반 바이킹 탐험가와 그들이 서유럽, 특히 오늘날의 노르웨이와 영국 제도에서 노예로 삼은 사람들이 정착하면서 시작되었다. 아이슬란드는 서유럽의 나머지 지역이 정착한 후에도 오랫동안 사람이 살지 않았다. 기록된 정착은 관례적으로 874년으로 거슬러 올라가지만, 고고학적 증거에 따르면 파파르로 알려진 아일랜드의 게일 승려가 아이슬란드에 더 일찍 정착했을 수 있다.
땅은 주로 갈등을 피해 도망치거나 농사를 지을 새로운 땅을 찾는 노르드인들에 의해 빠르게 정착되었다. 930년까지 족장들은 알팅이라는 통치 형태를 수립하여 세계에서 가장 오래된 의회 중 하나가 되었다. 10세기 말에 노르웨이 왕 올라프 트리그 바손의 영향으로 기독교가 아이슬란드에 들어왔다. 이 기간 동안 아이슬란드는 구연방으로 알려진 독립 상태를 유지했고 아이슬란드 역사가들은 아이슬란드인의 사가라고 불리는 책에서 국가의 역사를 기록하기 시작했다. 13세기 초, 슈투를룽 시대로 알려진 내부 갈등으로 아이슬란드가 약화되었고 결국 13세기에 노르웨이에 정복되었다. 결국 모든 북유럽 국가는 칼마르 연합 (1397-1523)이라는 하나의 동맹으로 통합되었지만, 해체되면서 아이슬란드는 덴마크의 지배를 받게 되었다. 그 후 17세기와 18세기에 덴마크-아이슬란드 무역 독점이 엄격하게 이루어지면서 경제에 큰 타격을 입혔다. 아이슬란드의 빈곤은 모두 하르딘딘(Móðuharðindin) 또는 "안개 고난"과 같은 심각한 자연 재해로 인해 더욱 심화되었다. 이 기간 동안 인구는 감소했다.
아이슬란드는 덴마크의 일부로 남았지만, 19세기에 유럽 전역에서 민족주의가 고조되면서 독립 운동이 일어났다. 1799년에 중단되었던 알팅은 1844년에 회복되었고, 아이슬란드는 1차 세계 대전 이후 주권을 얻어 1918년 12월 1일에 아이슬란드 왕국이 되었다. 그러나 아이슬란드는 2차 세계 대전까지 덴마크 군주국을 공유했다. 아이슬란드는 2차 세계 대전에서 중립을 지켰지만, 덴마크가 독일 국방군에 점령당한 후, 영국이 1940년에 나치 점령을 예방하기 위해 침공하여 평화롭게 점령했다. 북대서양에서 이 섬의 전략적 위치로 인해 연합군은 전쟁이 끝날 때까지 이 섬을 점령했고, 미국은 1941년에 영국으로부터 점령 임무를 인계받았다. 1944년에 아이슬란드는 당시 여전히 나치 점령 하에 있던 덴마크와의 나머지 관계를 끊고 공화국을 선언했다. 2차 세계 대전 이후 아이슬란드는 북대서양 조약 기구의 창립 회원국이었고, 유엔이 설립된 지 1년 만에 가입했습니다.